# 暗胸棘鯛
暗胸棘鯛輻鰭魚綱金眼鯛目燧鯛亞目燧鯛科的其中一種，分布於西印度洋的莫三比克Delagoa灣海域，棲息深度825-885公尺，體長可達21公分，棲息在深水域。

## 擴展閱讀
維基物種上的相關：暗胸棘鯛